# بارت ستار
بارت ستار (بالإنجليزية: Bart Starr)‏ هو لاعب كرة قدم أمريكية وصحفي ورائد أعمال أمريكي، ولد في 9 يناير 1934 في مونتغومري في الولايات المتحدة، وتوفي في 26 مايو 2019 في برمنغهام في الولايات المتحدة بسبب سكتة.

## وصلات خارجية
- الموقع الرسمي
- بارت ستار على موقع مرجع كرة القدم المحترفة.كوم (الإنجليزية)
- بارت ستار على موقع قاعة ألاباما للمشاهير الرياضية (مؤرشف) (الإنجليزية)
- بارت ستار على موقع IMDb (الإنجليزية)
- بارت ستار على موقع الموسوعة البريطانية (الإنجليزية)
- بارت ستار على موقع إن إن دي بي (الإنجليزية)